# 威廉·科伦索
威廉·科伦索（William Colenso，1811年11月7日—1899年2月10日）为新西兰基督教传教士、植物学家、探险家及政治家。